# Guillaume de Haraucourt
Guillaume de Haraucourt, mort le 20 février 1500, est un prélat français, évêque de Verdun au XVe siècle.

## Biographie
Guillaume est un petit-neveu de Louis de Haraucourt, évêque de Verdun.
Il est chanoine de Verdun, archidiacre d'Argonne et prévôt de Montfaucon. Il est aussi chef du conseil de Jean II de Lorraine et accompagne le duc lors de sa campagne en Italie. Guillaume est élu évêque de Verdun en 1457 en succession de son grand-oncle Louis de Haraucourt. Il reste peu dans son diocèse et en laisse le gouvernement à ses grands-vicaires.
En 1469 Guillaume de Haraucourt est emprisonné à la Bastille, à cause de ses intrigues avec le Charles le Téméraire, Jean II de Lorraine et le cardinal Jean de la Balue contre le roi de France Louis XI. Ironie du sort, il est enfermé dans une cage de fer qu'il aurait lui-même préalablement inventé. C'est en tous cas ce qu'affirme Philippe de Commynes dans son livre VI, chapitre XII. L'évêque reste presque quinze ans en prison. Le roi Louis XI ne permet sa libération qu'à condition que Guillaume ne retourne jamais en Lorraine et qu'il permute son siège épiscopal avec Jean de Nicolinis, évêque de Vintimille. Nicolinis est mis en possession de la principauté épiscopale de Verdun en 1483. Guillaume réclame ensuite contre la permutation et est soutenu par la cour impériale. En 1485 Jean de Nicolinis remet le diocèse à Guillaume de Haraucourt, moyennant une pension considérable.

## Source
- Nicolas Roussel, Histoire ecclésiastique et civile de Verdun, Paris, 1745.